# Edwald
Edwald est un ecclésiastique anglo-saxon du Xe siècle. Il est brièvement archevêque d'York en 971.

## Biographie
D'après la Lettre sur les archevêques d'York de Siméon de Durham, un certain Edwaldus est élu archevêque d'York après la mort d'Oscytel, en 971. Il donne immédiatement sa démission, souhaitant mener une vie tranquille incompatible avec la charge d'archevêque. En fin de compte, c'est un parent d'Oscytel, Oswald de Worcester, qui est nommé au siège d'York.